# Podboršt pri Komendi
Podboršt pri Komendi – wieś w Słowenii, w gminie Komenda. W 2018 roku liczyła 267 mieszkańców.